# Сражение при Четати
Сражение при Четати — одно из сражений Крымской войны, произошедшее 25 декабря 1853 (6 января 1854 года) между российскими и турецкими войсками у западновалашского села Четати. Закончилось победой русских войск.
Во время Дунайской кампании возле деревни Четати был расположен отряд полковника Баумгартена, состоявший из Тобольского пехотного полка, эскадрона гусар и сотни казаков, при 6 орудиях.
Ещё 19 декабря 1853 года на отряд напала турецкая конница в числе около двух тысяч человек. Атака была отбита. Второе нападение турок было назначено на 25 декабря, вероятно в надежде застать врасплох русские войска на Рождество.
Утром 25 декабря года отряд Баумгартена был атакован значительными силами турок (до 18 тысяч, при 24 орудиях). Противник занял дорогу, которая вела к Моцецеи, где стоял другой русский отряд, под командой Бельгарда. Несмотря на численное превосходство противника, отряд Баумгартена удачно отражал все атаки. К 10 часам утра у него осталось в действии уже только десять рот, а в резерве всего три роты. Был отдан приказ к отступлению, во время которого турки напали на полковой обоз и часть его перебили. За селением Четати русские заняли позиции и начали в упор отстреливаться; в рукопашном бою турки, тоже очень храбро бившиеся, были отброшены.
В самую критическую минуту, когда у русских из строя выбыла уже половина людей, у артиллерии не оставалось снарядов, а Баумгартен был ранен, хотя и продолжал командовать, к русским на выручку из села Моцецеи подоспел отряд генерал-майора Бельгарда. Вступив в бой, Одесский пехотный полк генерал-майора С. О. Жигмонта сразу же стал нести тяжёлые потери у турецких окопов. И хотя ценой больших потерь удалось выбить турок из окопов, но попытки развить наступление потерпели неудачу.
Только к вечеру, получив известие, что генерал Анреп наконец-то с большими силами двинулся к месту боя, турки бросились бежать от Четати к Калафату; русские некоторое время их преследовали и многих перекололи. Генерал Меньков отмечал: 

Немецкий граф затеял справлять русский праздник Рождества Христова. Для этого он нарядил церковный парад. В 8 часов утра в Быйлешти услышали первый выстрел, раздавшийся в Четати. Праздничный граф Анреп забыл данную им накануне диспозицию и, приняв поздравление от валахской сволочи, пошел творить церковный парад. Несмотря на все представления идти навстречу неприятелю, на выручку своих, — Анреп пошел в церковь! <…> «Наших бьют, а мы молимся, как старые бабы, вместо того чтобы выручать своих! Нехорошо, братцы, — говорили между собою солдаты, — бог не простит нам этого!» Солдат возмутило в этот день не только то, что, имея полную возможность, Анреп часами медлил и не подавал помощи погибавшему полку, но и другое очевиднейшее обстоятельство: выступив к полю битвы лишь около двух часов дня, Анреп со свежими силами ровно ничего не сделал, чтобы превратить это Четатское дело в блестящую победу, которая имела бы огромные последствия.

Другой участник событий написал:

Уже прискакал и казак (под ним тут же пала загнанная лошадь) из отряда Бельгарда с известием, что Бельгард со своим небольшим отрядом выступил на помощь Баумгартену, на которого турки напали в превосходных силах. И все-таки молебствие о многолетии Николаю и долгий молебен задерживает в церкви все начальство. Наконец на площади появляется сам граф Анреп и отдает приказ, уже ни к чему не нужный.

Командир Тобольского полка Баумгартен в письме к генерал-лейтенанту Бельгарду, (напечатанном последним в «Русском инвалиде»), писал, что 

«если бы одесцы пришли к бою получасом позже, то не существовало бы Тобольского полка».
В этом бою турки потеряли до 3 тысяч человек, 6 орудий и 2 знамени; у русских выбыло из строя 2 тысячи человек из 7 тысяч в обоих отрядах (Баумгартена и Бельгарда). Этим сражением окончился первый период Дунайской кампании.